# 高家駅
高家駅（こうかえき）とは、中華人民共和国黒竜江省大慶市ドルボド・モンゴル族自治県に位置する浜洲線の駅。

## 歴史
- 1949年　開業。

## 隣の駅
中華人民共和国鉄道部
浜洲線
喇嘛甸駅 - 高家駅 - ドルボド駅
座標: 北緯46度48分53秒 東経124度33分18秒 / 北緯46.814690度 東経124.555007度